# 藤原賀登子
藤原 賀登子（ふじわら の かとこ、生没年不詳）は平安時代前期の女官。藤原北家、肥前守・藤原福当麻呂の娘。
仁明天皇の後宮に入り、宮人となって国康親王の生母となる。承和9年（842年）無位から正六位上に叙せられ、最終的には従五位上に至った。